# 백강 전투
백강 전투(白江戰鬪, 중국어: 白江口之战→백강구 전투, 일본어: 白村江の戦い→백촌강 전투)는 663년 8월에 신라의 백강(현재의 금강 하구 부근)에서 벌어진 백제·왜국의 연합군과 당·신라의 연합군이 벌인 전투이다. 당·신라 연합군의 승리로 끝났다. 중국의 통일왕조 당이 등장하여 동아시아의 세력 판도가 새롭게 바뀌며 일어났던 전쟁이며, 왜국의 참패로 인해 왜국의 국방·정치제제의 변혁이 일어난 원인이 되었다. 또한 백제 부흥운동이 실패하는 등 신라의 삼국통일에 결정적 영향을 미쳤다.

## 배경
581년에 건국된 수나라가 중국을 통일하자 위기를 느낀 고구려는 왜국과의 강화를 모색하면서 승려 혜자를 왜국에 파견하는 관계 개선에 나섰다. 한편 문제・양제의 치세에 4번에 걸친 대규모 고구려 원정의 실패로 세력이 약화된 수나라는 618년에 멸망했다. 이후 당나라가 628년에 중국 대륙을 통일한 후, 당 태종・당 고종은 고구려를 644년~648년에 걸쳐 공략했지만 실패하였다.
627년 백제가 신라를 공격하자, 신라는 당에 원조를 요청했다. 이때는 당이 내전 중이어서 원조 요청이 받아들여지지 않았지만 백제가 당과 적대 관계가 되면서, 선덕여왕(632년~647년)은 김춘추(훗날 태종무열왕)를 통해 친당 정책을 펼쳤고, 654년에 태종무열왕이 즉위하자 양국 관계는 더 친밀해졌다. 648년부터 신라와 당의 사이에 백제 공격이 논의되고 있었다. 한편, 649년 신라에서 김다수(金多遂)가 왜국에 파견되는 등 왜에 대한 외교도 활발해졌다. 당시 왜국에서 나카노오에(훗날 덴지 천황)이 쿠데타를 일으켜 집권하자, 급진 개혁 세력은 당과 그 동맹국 신라를 자국의 중앙집권화를 위한 개혁 모델로 삼아 다이카 개신이라는 정치개혁을 추진하면서 신라와 빠른 속도로 가까워졌다. 당시 신라의 실력자였던 김춘추도 직접 왜로 건너가 왜 조정과 교섭하면서, 왜의 귀족들에게 "용모가 아름답고 말이 시원시원하다"는 인상을 심어주기도 했다.(647년) 백제를 정복하기 위해서는 백제의 동맹국이었던 왜국을 떼어내는 것이 신라로서는 중요한 문제였다.
하지만 백제와 왜국을 갈라 놓으려는 신라의 노력은 결국 실패로 돌아갔는데, 이는 백제 계통으로 추정되는 왜의 유수의 호족 소가(蘇我) 일족과 긴밀한 통혼 관계에 있던 나카노오에 황자(中大兄皇子)가 649년부터 왜국의 실권을 잡으면서 친백제 세력이 친신라보다 우세해졌기 때문이다. 당시 왜국의 외교 정책에 대해서는 여러 설이 있지만, 당이 왜의 전통적인 우호국 백제를 해상으로 공격할 가능성이 제기되면서 왜는 전통적인 우호 관계였던 당과 백제 중에서 양자택일을 강요당해야 했던 것은 분명하다. 또한 신라의 급속한 발전이 왜에 불안을 가져왔다는 지적도 있다. 하쿠치(白雉) 2년(651년)에 신라에서 왜에 파견한 사찬 지만(知萬)이 세련된 관복을 입고 있는 것을 보고, 이를 불쾌하게 여긴 왜의 좌대신 코세노 토쿠타(巨勢徳陀子)가 왜의 실질적인 실력자였던 나카노오에 황자(中大兄皇子, 후의 덴지 천황)에게 신라 정벌을 진언했으나 받아들여지지 않았다.
660년 음력 8월 29일 나·당 연합군에 의해 백제가 멸망했다. 당은 백제의 옛 영토를 지배하에 두었지만, 곧 유민들이 투쟁하였다.

## 전쟁의 경과
660년에 나·당 연합군의 공격으로 백제의 수도 사비성이 함락되고, 의자왕을 비롯한 귀족들이 당에 끌려가고 당군의 약탈로 많은 백성들이 약탈되는 와중에, 멸망한 백제의 귀실복신·흑치상지 등을 중심으로 백제 부흥운동이 일어났다. 복신은 당시 왜국에 체류 중이던 백제의 왕자 부여풍을 임시 왕으로 추대하는 한편 왜국에 원병을 요청했다. 《일본서기》에는 왜병의 파병을 다음과 같이 기록하고 있다.
- 제1파: 부여풍을 호위하기 위한 1만여 인의 선발부대. 선박 170여 척. 661년 5월 출발.
(지휘관: 아즈미노 히라후, 사이노 아치마사, 에치노 다쿠쓰)[5]
- 제2파: 군의 주력이라고 할 수 있는 2만 7천 인. 662년 3월 출발.
(지휘관: 카미츠케누노기미노 와카코, 아베노 히라후)[6]
- 제3파: 이오하라기미(廬原君)가 이끄는 1만여 인. 663년 8월 출발.

기록상 왜국의 파병은 세 차례에 걸쳐 이루어졌다. 당나라의 국력은 중국 역사상 최강이었기 때문에, 백제 부흥군을 지원하는 일은 쉽게 결단하기 어려운 것이었다. 부흥군 지도자였던 귀실복신이 원병 요청과 함께 당시 왜국에 인질로 체류하고 있던 백제의 왕자 부여풍의 귀환을 요청한 것은 660년 10월의 일이었지만, 왜 조정에서 풍을 신라로 보낸 것은 661년 9월의 일이었다.
곧 왜국은 부흥운동에 원조를 실시했는데, 사이메이 천황이 661년에 급서한 뒤에도 황태자였던 나카노오에가 즉위식도 미뤄가면서 지원에 전력을 다했을 정도였다. 662년 1월에는 화살 10만 척과 곡식 종자 3천 석을 보내기도 하고, 두 달 뒤인 3월에는 추가로 피륙 300단을 보냈다. 왜국이 '백제 지원에 나서도 되겠다'는 판단을 내린 배경에는 당시 고구려가 661년 12월에 있었던 당의 침략 시도를 좌절시켰다(《일본서기》)는 소식을 접했기 때문이었다. 662년 1월, 연개소문의 군대가 평양 근교에서 당군 10만을 격퇴하고, 2월에는 군량이 떨어져 평양 근교에 고립되어 있던 당의 소정방이 고구려 경내까지 들어온 신라의 군량지원을 받아 간신히 퇴각한 것을 의식하여, '고구려와 함께 벌이는 전쟁이라면 손해볼 것이 없다'는 판단하에 부흥군 지원을 결정하게 되었다는 것이다.
663년 8월, 권력을 장악한 귀실복신과 부여풍의 싸움이 격화되어 결국 복신이 살해당한 뒤, 부여풍은 고구려와 왜국에 사신을 보내 원병을 청했다. 곧 신라는 백제 부흥군을 진압하고자 했고, 당은 웅진도독부의 유인원의 증원요청에 따라 유인궤(劉仁軌)가 인솔하는 수군 7천 명을 파병했다. 육지에서는 당의 손인사(孫仁師)·유인원 그리고 신라의 문무대왕이 이끄는 정예군이, 바다에서는 당의 두상(杜爽)과 부여융이 이끄는 170여 척의 왜군이, 수륙협공으로 신라의 주류성으로 진격했다. 이때 육지에서는 백제의 기병이 진을 치고 신라군을 막았고, 해상에서는 왜선이 강변의 모래밭에 정박해 대기하고 있었다. 왜병 선단은 전군을 셋으로 나누어 공격했지만 전술 및 간조의 시간차로 인해 나당 연합군에 비해 수적으로 우세였음에도 불구하고 네 번 모두 완패했다. 백강에 집결해 있던 1천 척의 함선 가운데 4백 척이 불탔으며, 신·구《당서》와 《자치통감》, 그리고 이들 사료를 참조한 《삼국사기》는 이때의 싸움을 두고 "연기와 불꽃은 하늘을 붉게 물들였고, 바닷물마저 핏빛이 되었다"고 기록했다. 왜병의 장수였던 에치노 다쿠쓰는 하늘을 보며 맹서한 뒤 이를 갈며 수십 명을 죽이며 분전했지만 끝내 전사했고, 규슈의 호족이었던 치쿠시노기미 사쓰야마(筑紫君薩夜麻)도 당병에 붙들려 8년 동안이나 포로로 당에 억류되어 있다가 귀국을 허락받았다. 부여풍은 몇 사람의 측근만 거느린 채 배 한 척에 의지해 고구려로 도주하고, 백강에서 대패한 왜병은 각지에 흩어져 있던 왜병과 남부여 유민들 중 망명을 원하는 이들을 배에 싣고 당의 수군에 쫓기며 간신히 귀국했다. 육지에서도 나·당 연합군이 왜의 기병을 물리치고 주류성을 함락시킴으로써, 백제 부흥 세력은 완전히 궤멸되었다.

## 영향
귀실복신의 죽음과 내분이 겹치고, 왜병마저 당의 수군에게 궤멸되면서 결국 백제 부흥 운동은 실패로 끝났다. 결국 부흥군 지휘부와 백제 유민들은 왜국으로 망명했다. 《일본서기》에 따르면 663년 9월에 주류성이 함락되었을 때, 백제 귀족들은 "오늘로서 나라의 이름이 끊어졌으니 조상의 무덤도 다시 찾아뵙지 못하게 되었다"며, "호례성에 가서 왜군 장수들과 논의해야 할 일을 상의하자"고 입을 모았다.
왜는 백제 난민들을 수용하는 동시에 신라나 당과의 대립은 깊어졌다. 왜의 조정은 이러한 상황을 국내 정치에 반영하여 중앙집권화에 이용하려 했는데, 덴지 천황 때에 책정된 오오미령(近江令)부터 덴무 천황 때에는 왜국 최초의 율령법으로 여겨지는 아스카기요미하라령(飛鳥淨御原令)의 제정이 이루어지면서 율령국가의 건설이 급속도로 진행되었다. 그리고 다이호 율령(701년)의 제정으로 국호를 왜에서 일본으로 바꾸어 신국가의 건설은 일단 완성되었다. 결과적으로 왜국 내부의 위기감이 정치적 목적으로 이용되면서 일본이라는 율령국가 수립의 한 토대가 된 것이다.
또한 한민족의 새로운 단일 국가인 신라와 친해지지 않으면 신라와 당의 연합이 왜국을 정복할 수도 있다는 판단 아래, 왜는 665년부터 신라와의 국교를 정상화하고, 왜의 중신이던 나카토미노 가마타리가 나서서 신라의 문무왕과 함께 신라의 명장 태대각간 김유신에게 조공을 바치는 등, 8세기 초까지 신라와의 교류에 적극적이었다. 훗날 원효나 의상 등의 신라 승려들이 나중에 본국보다 일본에서 더 유명해질 수 있는 정치·외교사적 배경이 되었다고 여겨진다.

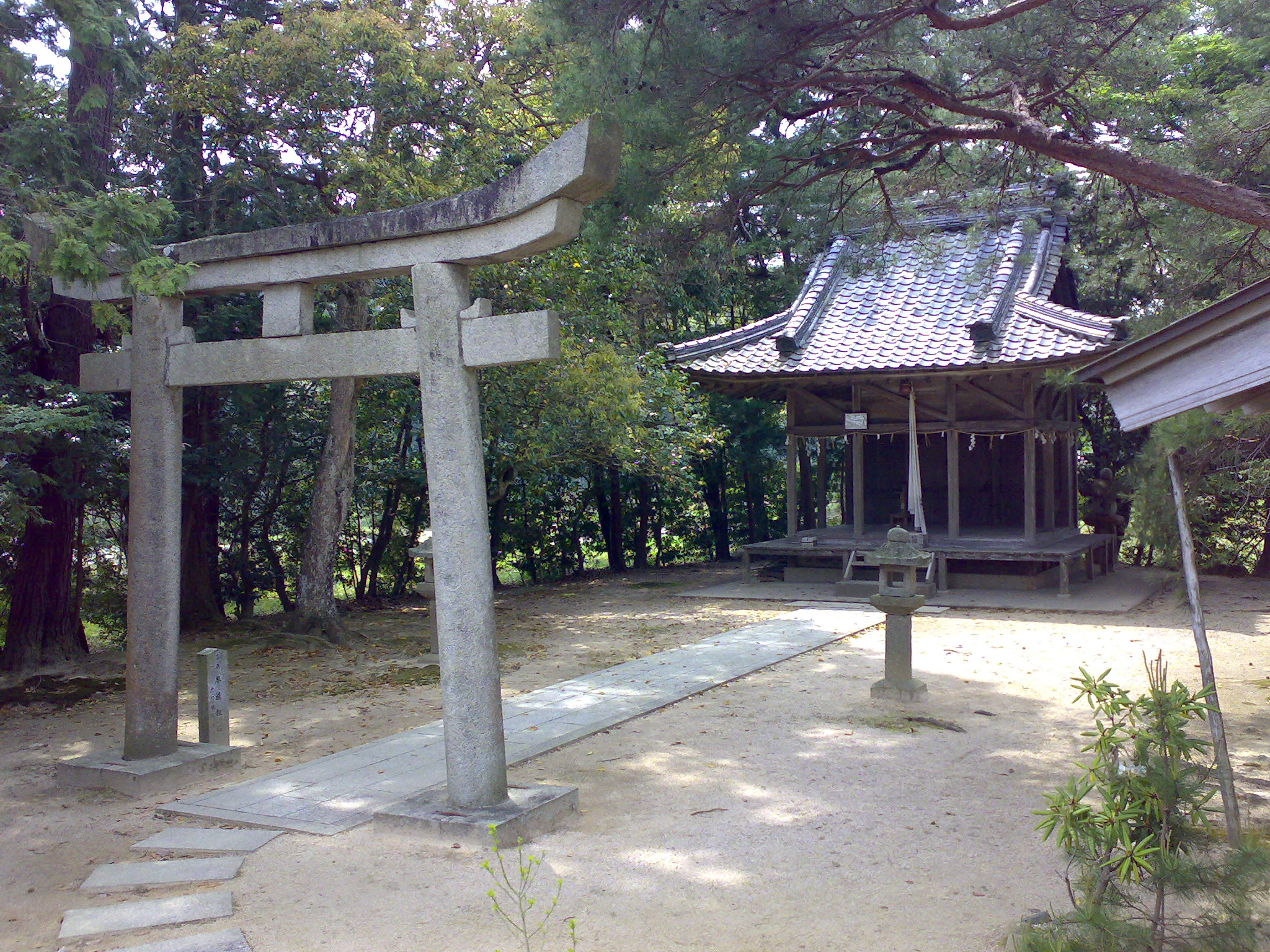
귀실집사를 제사지내는 기시쓰 신사.

한편 왜로 망명한 백제 유민들은 왜국에서 신분을 유지하며 살 수 있었다. 부여풍의 동생 부여선광(扶餘禪廣, 또는 扶餘善光)은 백제 부흥 운동이 실패한 후, 왜국에 귀화해서 구다라노고니키시(百濟王)라는 카바네를 받아 왜국의 귀족 관료 사회에 편입되었다. 이후 749년에 무쓰(陸奧)에서 금광을 발견하여 나라 대불의 건립에 공헌한 공로로 구다라노고니키시 쿄후쿠(百濟王敬福)가 종3위를 하사받고 형부경(刑部卿)의 직위까지 역임하기도 했다. 이밖에 좌평이었던 백제의 왕족 여자신(餘自信)은 지금의 일본 오카야마현 쓰야마시 다카노에 정착하여 다카노 미야쓰코(高野造) 집안의 선조가 되었으며 그 지역에 타카노 신사가 있고, 400명의 유민과 함께 왜로 향했던 귀실집사는 왜로부터 12위인 소금하(小錦下)의 관위를 얻었고, 학직두(學職頭)라는 직책을 받아 유교 교육기관의 책임자가 되는 등 학문적 소양을 인정받기도 했다.
귀실집사는 오미 국(近江國)(지금의 일본 시가현)의 간자키(神前) 지방에서 집단 거주하다가 669년 왜 조정에 의해 여자신 집단과 함께 약 700명의 백제 유민들이 황무지였던 가모노고오리(蒲生郡)에 이주되었다고 한다.

## 이설·속설
7세기까지 규슈 북부에 일본 열도를 대표하는 왕조가 있었다는 후루타 타케히코(古田武彦) 등의 규슈왕조설(九州王朝說)에 따르면, 백강에서 나·당 연합군과 싸운 왜의 정체는 사실 기나이 정권이 아니라 다자이후(大宰府)를 수도로 삼고 있던 규슈 왕조의 군사들이었다고 한다. 그러나 일본 고대사학계에서는 사료 비판과 같은 역사학의 기본적인 절차조차 밟지 않은 학설이라며 "학설로서 비판이나 검증을 받을 가치도 못 된다" 하여 무시되고 있다. 일본의 주요 학술 잡지에서 이러한 '규슈 왕조설'를 긍정적으로 채택한 학술 논문은 하나도 없으며, 일반적으로 규슈 왕조를 언급하는 주장은 신빙성 있는 학설로 취급되지 못한다.

### 해설주
1. ↑  구당서 기준

### 참조주
1. ↑  김부식 (1145). 〈본기 권5 진덕왕〉. 《삼국사기》. 二年...嘗召燕見 賜以金帛尤厚 問曰 “卿有所懷乎” 春秋跪奏曰 “臣之本國 僻在海隅 伏事天朝 積有歲年 而南扶餘强猾 屢肆侵凌 況往年大擧深入 攻陷數十城 以塞朝宗之路 若陛下不借天兵 翦 除凶惡 則敝邑人民 盡爲所虜 則梯航述職 無復望矣” 太宗深然之 許以出師 (2년(648년)...어느날 [춘추를] 불러 사사로이 만나 금과 비단을 매우 후하게 주며 물었다. “경(卿)은 무슨 생각을 마음에 가지고 있는가?” 춘추가 꿇어앉아 아뢰었다. 신(臣)의 나라는 바다 모퉁이에 치우쳐 있으면서도 천자(天子)의 조정을 섬긴 지 이미 여러 해 되었습니다. 그런데 백제는 강하고 교활하여 여러 차례 침략을 마음대로 하였습니다. 더욱이 지난 해에는 군사를 크게 일으켜 깊숙이 쳐들어와 수십개 성을 쳐서 함락시켜 조회할 길을 막았습니다. 만약 폐하께서 당나라 군사를 빌려주어 흉악한 것을 잘라 없애지 않는다면, 저희 나라 백성은 모두 사로잡히는 바가 될 것이고 산 넘고 바다 건너 행하는 조공마저 다시는 바랄 수 없을 것입니다. 태종이 매우 옳다고 여겨 군사의 출동을 허락하였다. )
2. ↑  〈卷第廿五　孝德天皇〉. 《일본서기》. 720. 三年...冬十月...新羅遣上臣大阿飡金春秋等、送博士小德高向黑麻呂・小山中中臣連押熊、來獻孔雀一隻・鸚鵡一隻。仍以春秋爲質。春秋美姿顏善談笑。
3. ↑  당시 왜의 외교 정책은 친백제 노선을 견지했다는 설과, 고토쿠 천황 중심의 친백제 세력과 나카노오에 황자 중심의 친신라 세력로 나뉘어 있었다는 설, 거꾸로 고토쿠 천황이 친신라 세력이었고 나카노오에 황자가 친백제였다는 등 역사학자들 사이에 의견이 분분하다.
4. ↑  〈卷第廿五　孝德天皇〉. 《일본서기》. 720. 二年春三月...是歲、新羅貢調使知萬沙飡等、着唐國服、泊于筑紫。朝庭惡恣移俗、訶嘖追還。于時、巨勢大臣、奏請之曰、方今不伐新羅、於後必當有悔。其伐之狀、不須舉力。
5. ↑  〈卷第廿七　天智天皇〉. 《일본서기》. 720. 元年...夏五月。大將軍大錦中阿曇比邏夫連等。率船師一百七十艘。送豐璋等於南扶餘國。宣勅。以豐璋等使繼其位。又予金策於福信。而撫其背。褒賜爵祿。于時豐璋等與福信稽首受勅。
6. ↑  〈卷第廿七　天智天皇〉. 《일본서기》. 720. 二年...三月。遣前將軍上毛野君稚子。間人連大盖。中將軍巨勢神前臣譯語。三輪君根麻呂。後將軍阿倍引田臣比邏夫。大宅臣鎌柄。率二萬七千人打新羅。
7. ↑  〈卷第廿六　齊明天皇〉. 《일본서기》. 720. 六年...冬十月。南扶餘佐平鬼室福信遣佐■平貴智等。來獻唐俘一百餘人。今美濃國不破。片縣二郡唐人等也。又乞師請救。并乞王子余豐璋曰。
8. ↑  〈卷第廿七　天智天皇〉. 《일본서기》. 720. 九月。皇太子御長津宮。以織冠授於南扶餘王子豐璋。復以多臣蒋敷之妹妻之焉。乃遣大山下狹井連檳榔。小山下秦造田來津。率軍五千餘衛送於本郷。於是。豐璋入國之時。福信迎來。稽首奉國朝政。皆悉委焉。
9. ↑  〈卷第廿七　天智天皇〉. 《일본서기》. 720. 元年春正月辛卯朔丁巳。賜南扶餘佐平鬼室福信失十萬隻。絲五百斤。綿一千斤。布一千端。韋一千張。稻種三千斛。三月庚寅朔癸巳。賜南扶餘王布三百端。
10. ↑  〈卷第廿七　天智天皇〉. 《일본서기》. 720. 十二月。高麗言。惟十二月。於高麗國寒極泪凍。故唐軍雲車衝■。鼓鉦吼然。高麗士率膽勇雄壯。故更取唐二壘。唯有二塞。亦備夜取之計。唐兵抱膝而哭。鋭鈍力竭而不能拔。噬臍之耻非此而何。釋道顯云。言春秋之志正于高麗。而先聲百濟。々々近侵甚。苦急。故爾也